# Фріц ван дер Берге
Фріц ван дер Берге (нід. Frits van den Berghe; 3 квітня 1883, Гент, Бельгія — 23 вересня 1939, там же) — бельгійський художник, що писав свої роботи переважно в імпресіоністському та експресіоністському стилях.

## Життя і творчість
Фріц ван дер Берге вивчав живопис у Художній академії рідного міста Гента. Після її закінчення в 1904 році він приїхав у невелике фламандське містечко Сінт-Мартенс-Латем, де утворилася колонія живописців і відтак склалася своя художня Латемська школа. 
У ранній період своєї творчості Ф. ван дер Берге писав у імпресіоністській манері. 
Після початку Першої світової війни він, як і багато інших художників із Сінт-Мартенс-Латема, переселився до Нідерландів. 
Під впливом свого старшого колеги Густава де Смета ван дер Берге почав малювати експресіоністські роботи. У цей творчий період (починаючи з 1916 року) художник писав похмурі, песимістичні полотна.
У 1922 році, після повернення до Брюсселя, художник для своїх картин вибирав світліші тони, настрій його картин став більш веселим і радісним. Основною темою творчості митця в цей період стає оголене жіноче тіло. 
У 1925 році ван дер Берге переїхав до Гента, де підпав під художній вплив сюрреалізму. Його роботи наприкінці життя написані у фантастичних і трагічних тонах.

## Галерея робіт

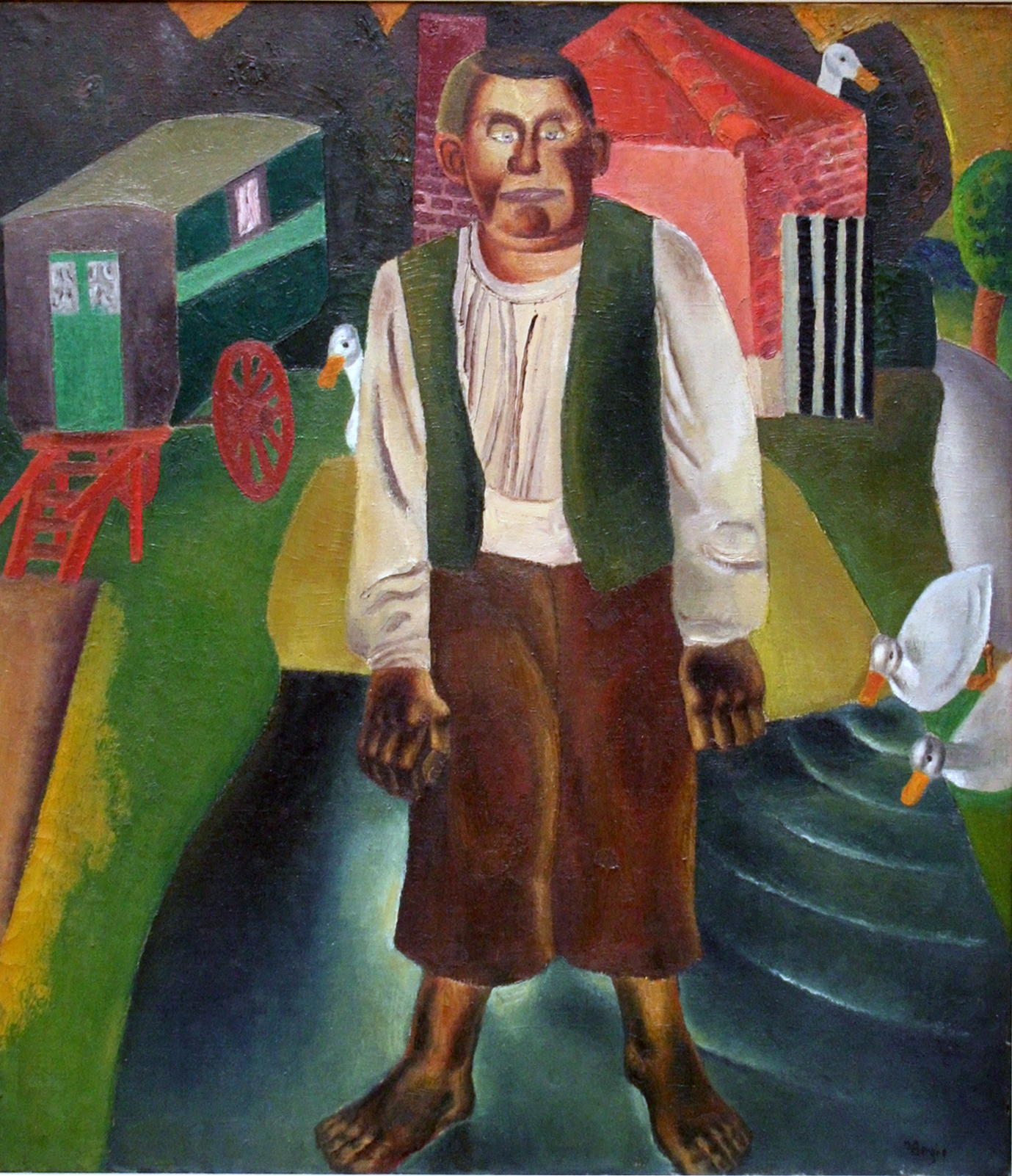
Ідіот біля ставка (1926)
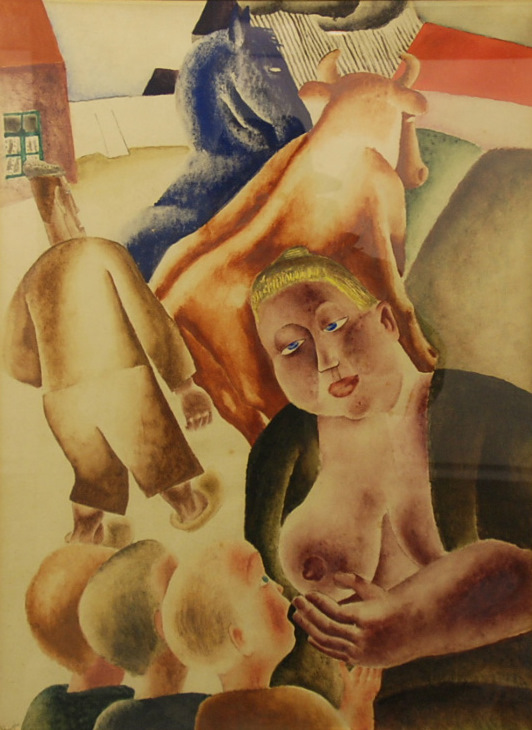
Плодючість
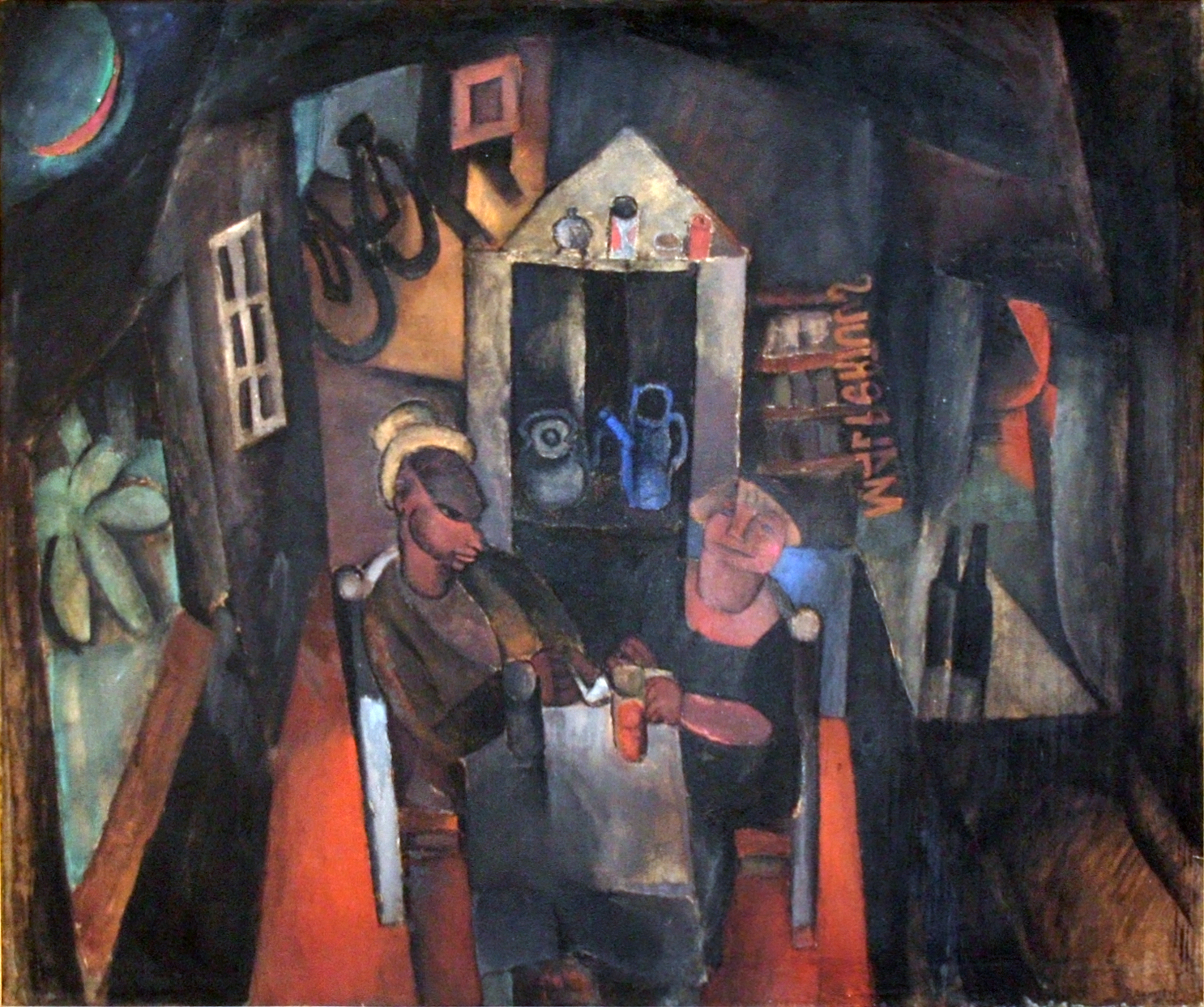
Мальпертус (1920)
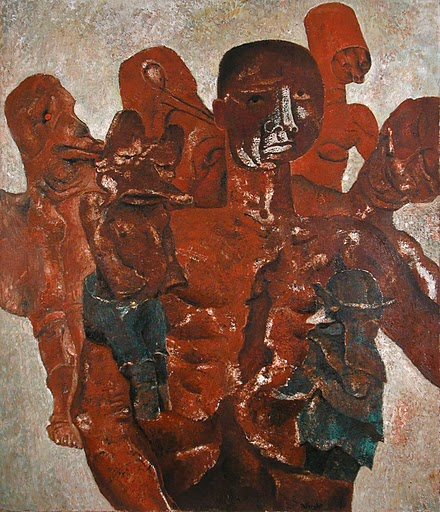
Муки поета (1929)
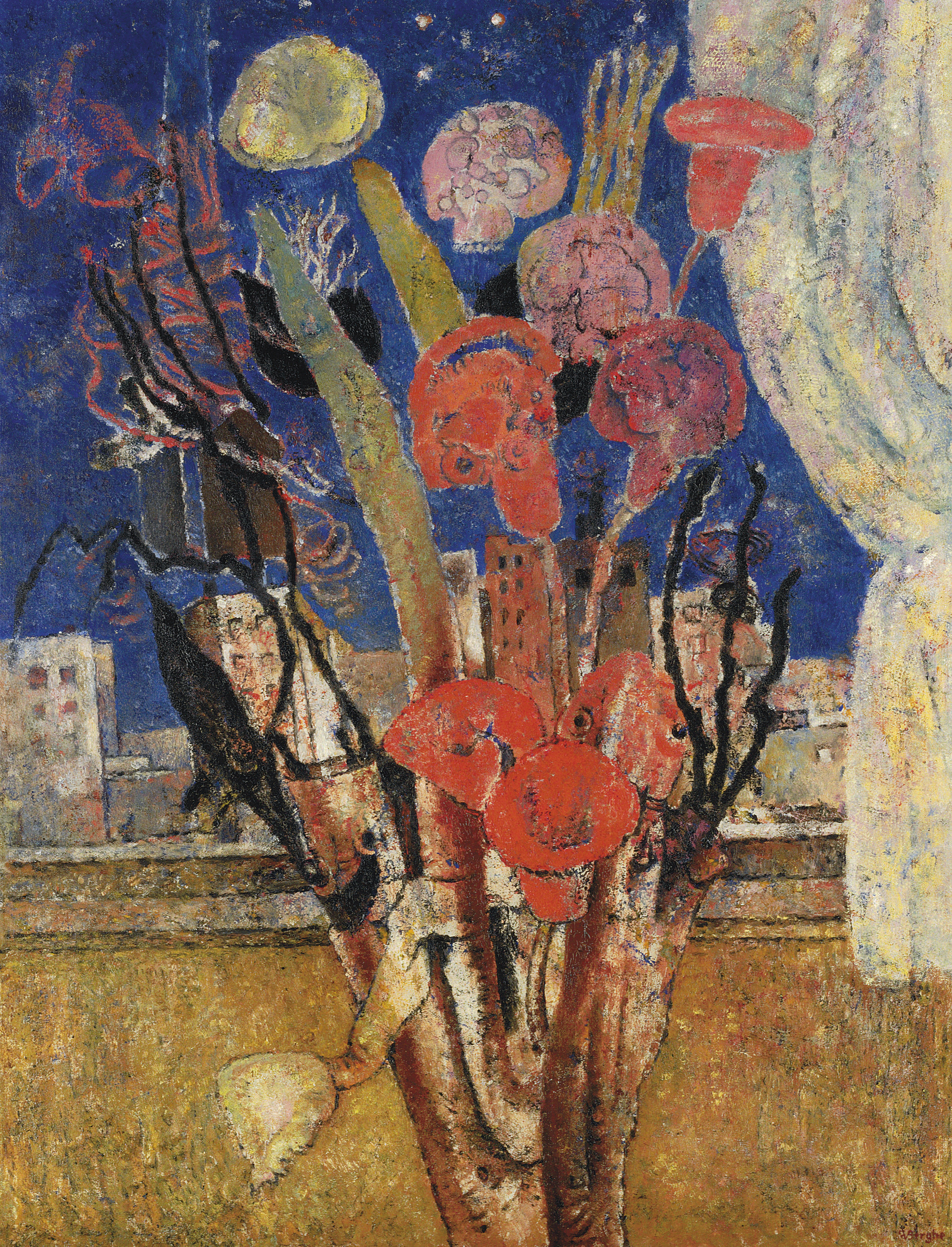
Квіти над містом (1929/30)
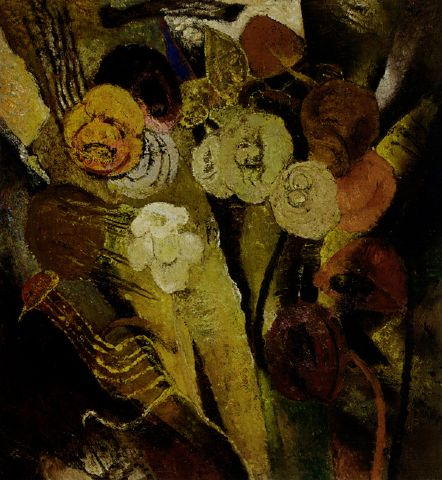
Квіти (1930)
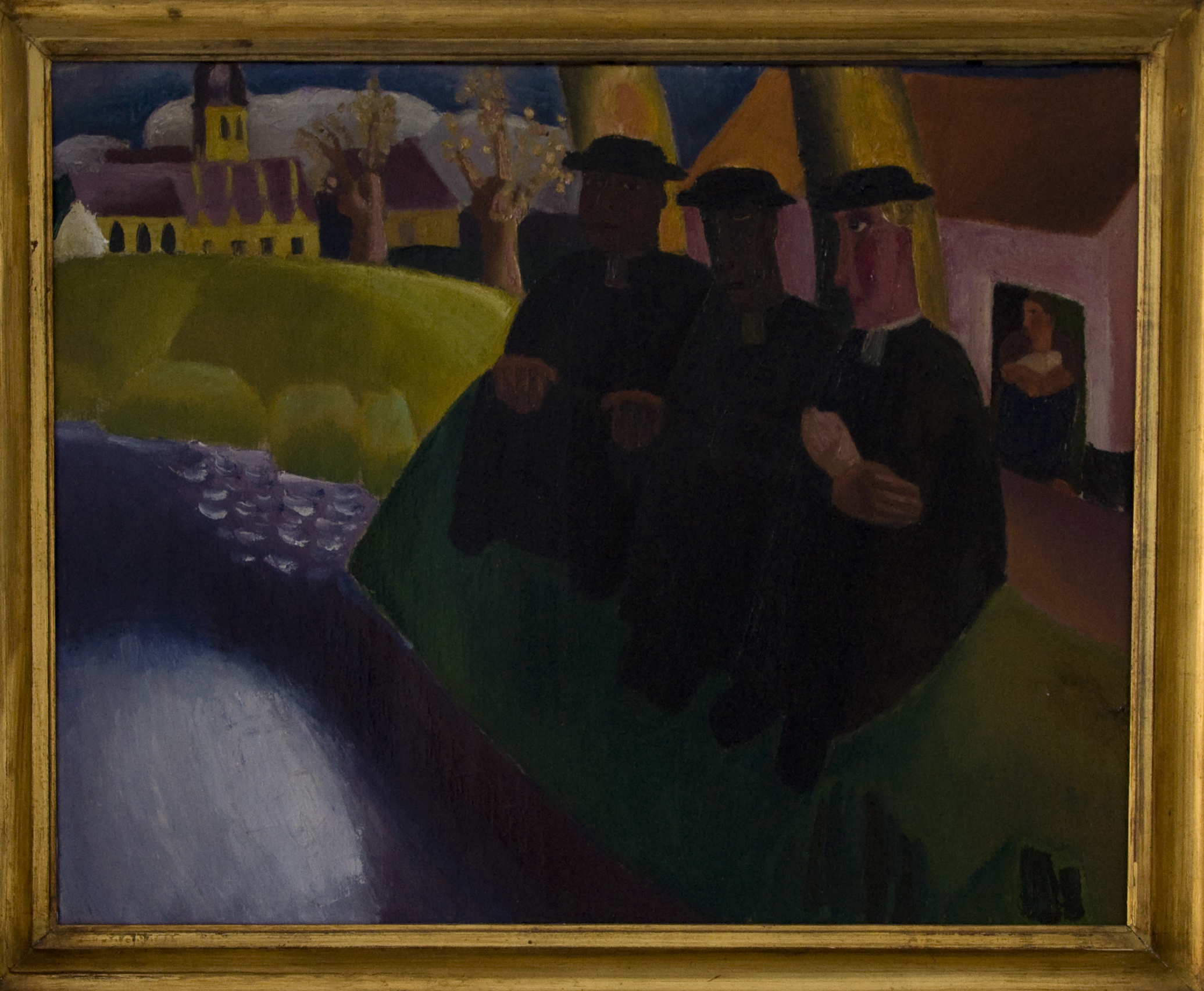
Мудреці на березі Лиса (1923)
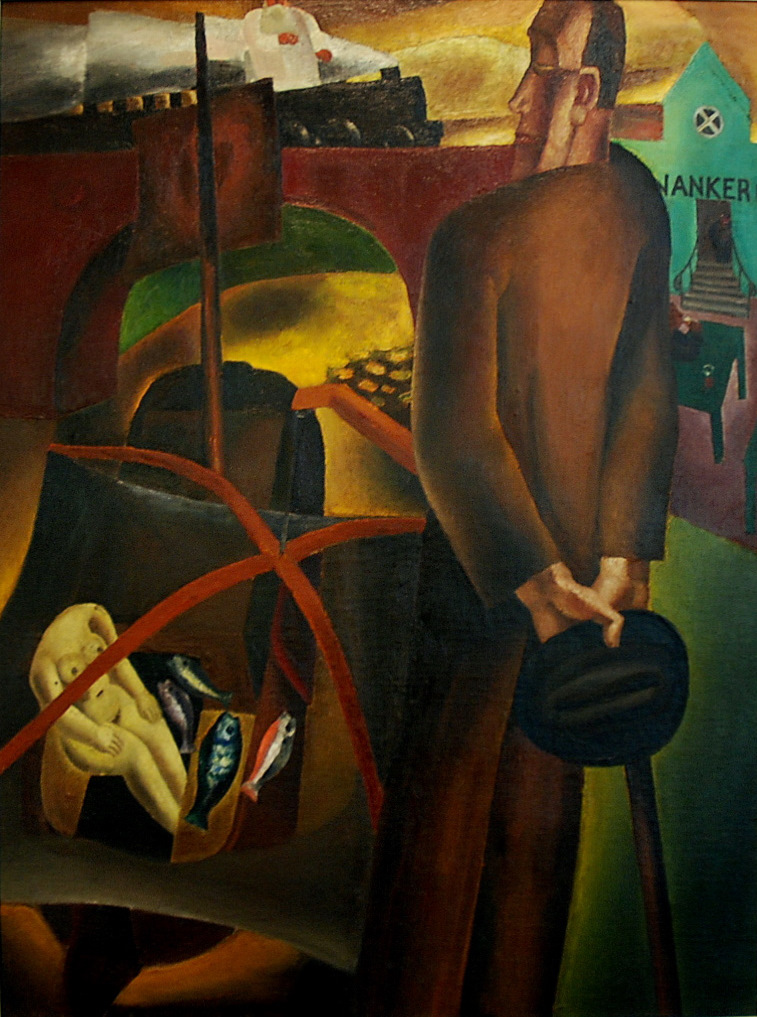
Вічні поневіряння волоцюги (1923)